# Etnias de Kenia

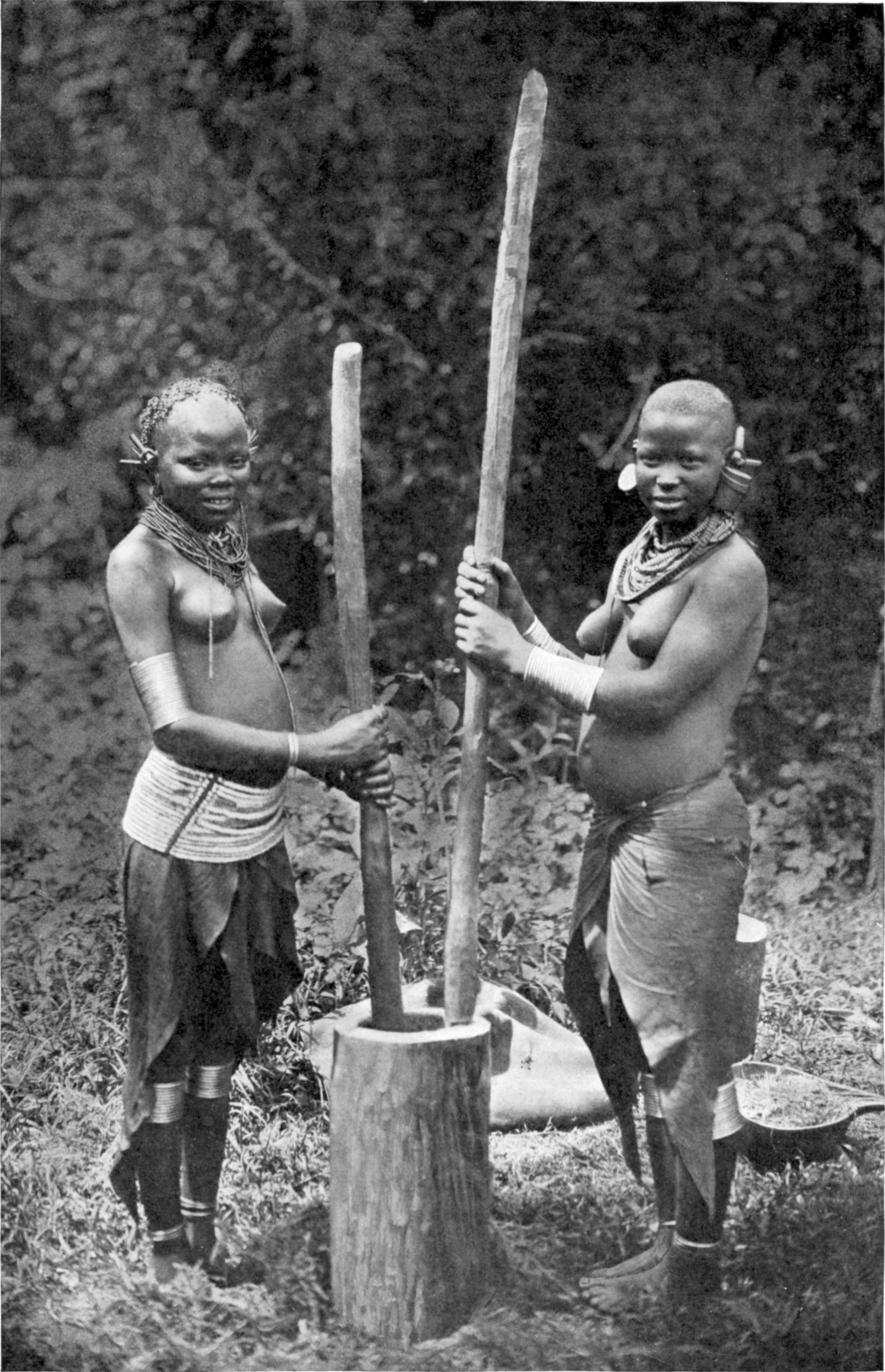
Dos mujeres kikuyu moliendo grano en una imagen de 1911.

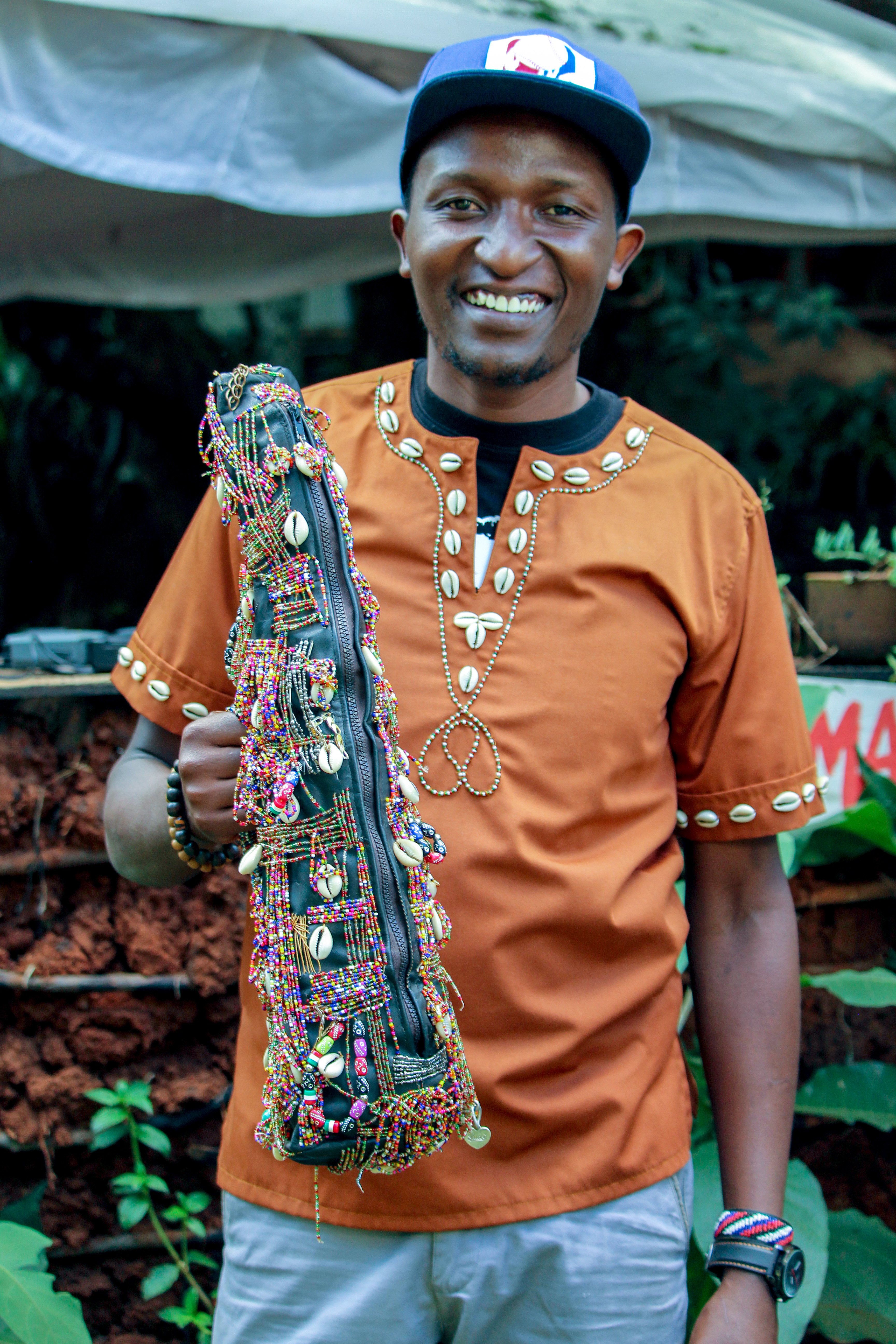
Instrumento musical kikuyu llamado gichande, en una imagen de 2020.

En Kenia, hay unos 70 grupos étnicos divididos en tres grupos principales: bantúes, nilóticos y cushitas. Aunque los dos últimos ocupan la mayor parte del territorio, los grupos bantúes forman el 70 por ciento de la población.

## Población
En Kenia, la población estimada es de 55,7 millones de habitantes a finales de enero de 2022, con un crecimiento anual del 2,28 %, en ligero descenso. La tasa de fertilidad ha descendido de 4 a 3,5 hijos por mujer en los últimos años (en España es de 1,3). La densidad de población es de 94 hab/km², igual a la de España, con una extensión algo más grande. La media de edad en Kenia es de 20 años, la esperanza de vida es de 67,5 años (84 años en España), con una mortalidad infantil de 30 niños por cada 1000 nacimientos (contra 2 en España). La población urbana en Kenia es del 27,8 %, unos 15 millones de habitantes (en España es de 37,5 millones, el 80,3 % de la población), con solo una ciudad que supera el millón de habitantes, Nairobi (2,75 millones). La media de edad en España es de 45 años, lo que hace que los datos estadísticos de la COVID no sean comparables, ya que contra 7,7 millones de contagios en el país ibérico y más de 95 000 defunciones, se enfrentan 315 670 casos en Kenia y 5472 muertos en enero de 2022. Se espera que Kenia alcance los 91,5 millones de habitantes en 2050.

## Religión

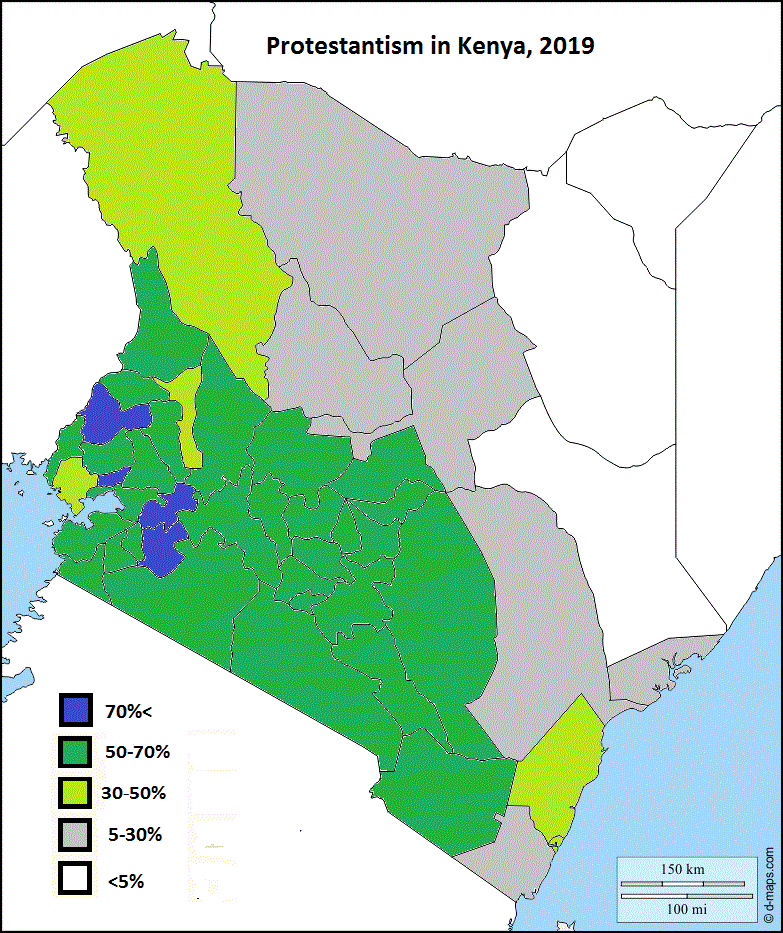
Protestantismo en Kenia en 2019

Más de cuatro quintas partes de la población keniata es cristiana (entre 70 y 85 % según la fuente), divididos entre católicos (33 %), protestantes (21 %) y una creciente población evangélica (20,5 % en 2019). El cristianismo fue introducido por los portugueses en el siglo XV, pero no se expandió definitivamente hasta el siglo XIX. Con el tiempo, aparecieron distintas tradiciones, como la Legio Maria (no confundir con la Legión de María), que surge de la interpretación de los Misterios de Fátima, entre el pueblo luo, con 3,5-4 millones de miembros, separados del catolicismo. El islam constituye una minoría, generalmente de origen somalí, así como hay pequeñas poblaciones de judíos, janinistas, sijs y baha'is.
Las religiones tradicionales comparten la creencia en un ser supremo, eterno y omnipotente, que creó el mundo y que tiene distintos nombres. El dios de los kikuyu se llama Mulungu o a veces Ngai, préstamo de los masái. Ngai no se ve, pero está en el sol, la luna, el trueno y los relámpagos, las estrellas, la lluvia, el arcoíris y la higueras gigantes (mugumu en kikuyu, sicomoro en castellano), que sirven de lugar de oración y sacrificio. También creen en fuerzas espirituales que influyen en el día a día, procurando salud y enfermedad. Algunas etnias creen en los espíritus de los ancestros que pueden volver para vengarse de los vivos. En estos casos, la hechicería juega un papel importante que a veces persiste después de la conversión al islam o al cristianismo. Entre los grupos cusitas, somalíes y oromos, la divinidad principal antigua es Waaq, un dios único.

## Grupos étnicos

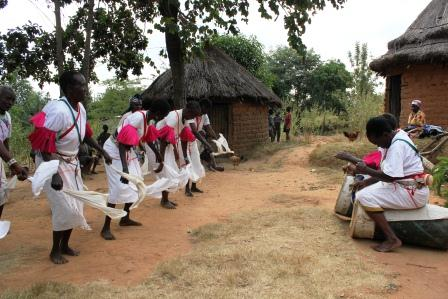
Danza tradicional kamba

Lingüísticamente, la población se divide en tres grupos lingüísticos principales: bantúes, nilo-saharianos (nilóticos) y afroasiáticos (cusitas).
Los bantúes son los más numerosos, concentrados en el tercio sur del país. Los kikuyu (17-20 %), kamba (9,8 %), meru (4,2 %) y nyiha viven en las tierras altas y fértiles del Rift central, mientras que los luyia (14,3 %) y los kisii (5,7 %) viven en la cuenca del lago Victoria.
Los nilo-saharianos o nilóticos está representados principalmente por los kalenjin (12 %) (en las zonas más altas), luo (10,7 %) (partes bajas de la meseta), masái (2,5 %) en el sur, junto a Tanzania), samburu y turkana (2,1 %) (ambos en el seco noroeste).
Los pueblos afroasiáticos o cusitas viven en las regiones áridas y semiáridas del noroeste y son la parte minoritaria del país. destacan los somalíes, en la frontera con Somalia, y los oromo, en la frontera con Etiopía. Ambos son pueblos pastoriles.
En las ciudades (Kisumu, Mombasa, Nairobi) hay una numerosa población de inmigrantes europeos, indios y pakistaníes que llegaron durante la colonización. Los suajilis, mezcla de árabes y africanos, viven en la costa. El suajili, una mezcla de idiomas, árabe, persa, portugués e inglés, se ha convertido en la lengua franca del comercio.

#### Bantúes

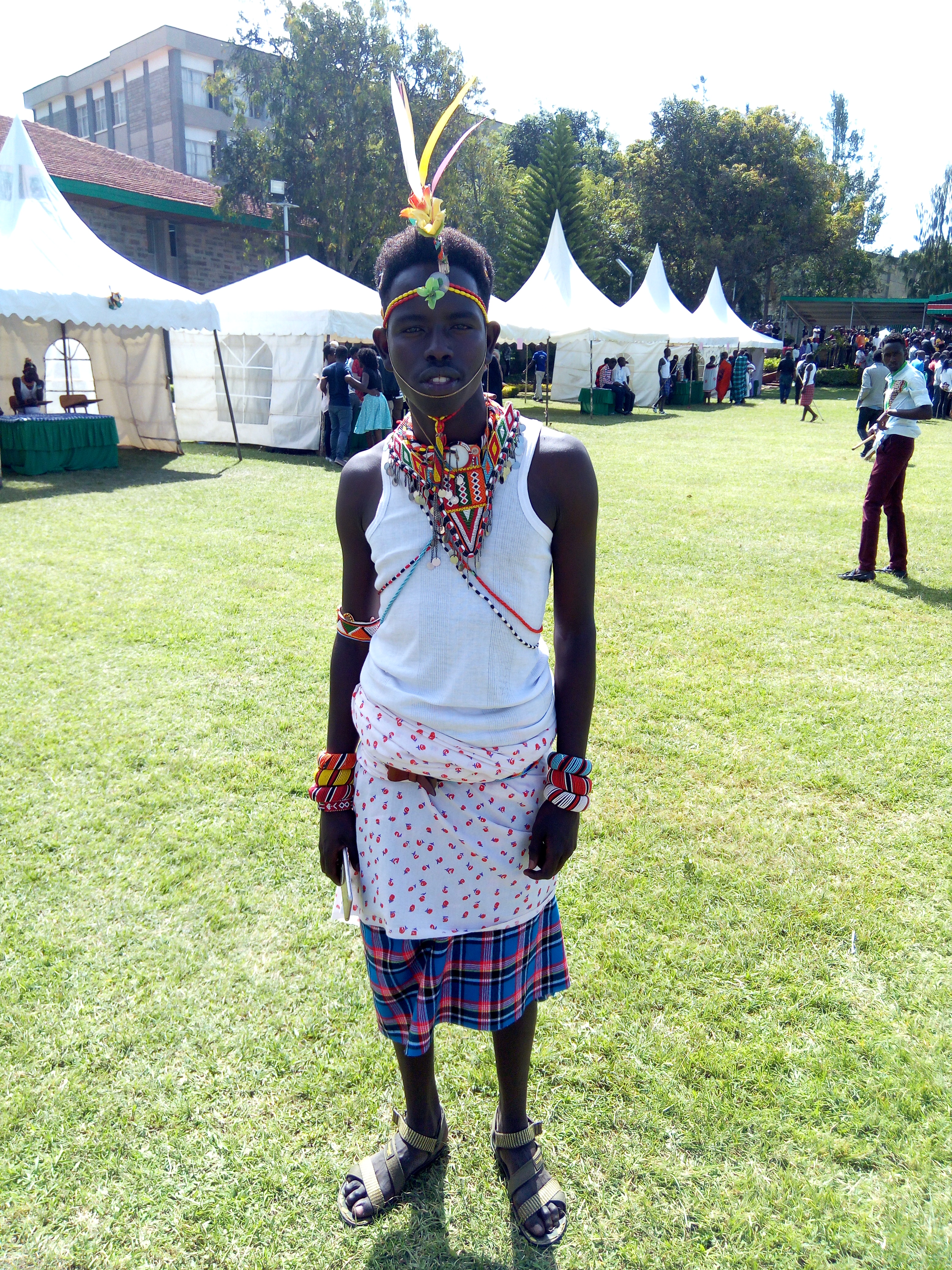
Estudiante pokomo en la Universidad de Egerton, en Kenia

- Kikuyu (17-20 %), 10,65 millones. Los kĩkũyũ (también escrito gĩkũyũ) son el grupo étnico más numeroso de Kenia, el 20 % del total de Kenia. Viven en las tierras del interior, entre la zona del monte Kenia y el Valle del Gran Rift en el oeste. Su lengua étnica es el gĩkũyũ. Algunos kĩkũyũ destacados son el actual presidente de Kenia, Uhuru Kenyatta, así como el primer presidente tras la independencia Jomo Kenyatta. También son del pueblo kĩkũyũ la ganadora del Premio Nobel de la Paz Wangari Muta Maathai y el escritor Ngũgĩ wa Thiong'o.[9]

- Kamba o akamba. Unos 6,8 millones. Viven predominantemente en el área de Kenia que se extiende desde Nairobi hasta Tsavo y al norte hasta Embu, en la parte sur de la antigua Provincia Oriental. Esta tierra se llama Ukambani y constituye el condado de Makueni, el condado de Kitui y el condado de Machakos. Forman el segundo grupo étnico más grande en 8 condados, incluidos los condados de Nairobi y Mombasa. Hablan el idioma kikamba. Eran buenos comerciantes, pero actualmente han adoptado la agricultura de subsitencia y el pastoreo debido a la abundancia de tierras. Tiene muy desarrollado el espíritu de clan. Creen en un dios creador, Ngai o Mulungu.

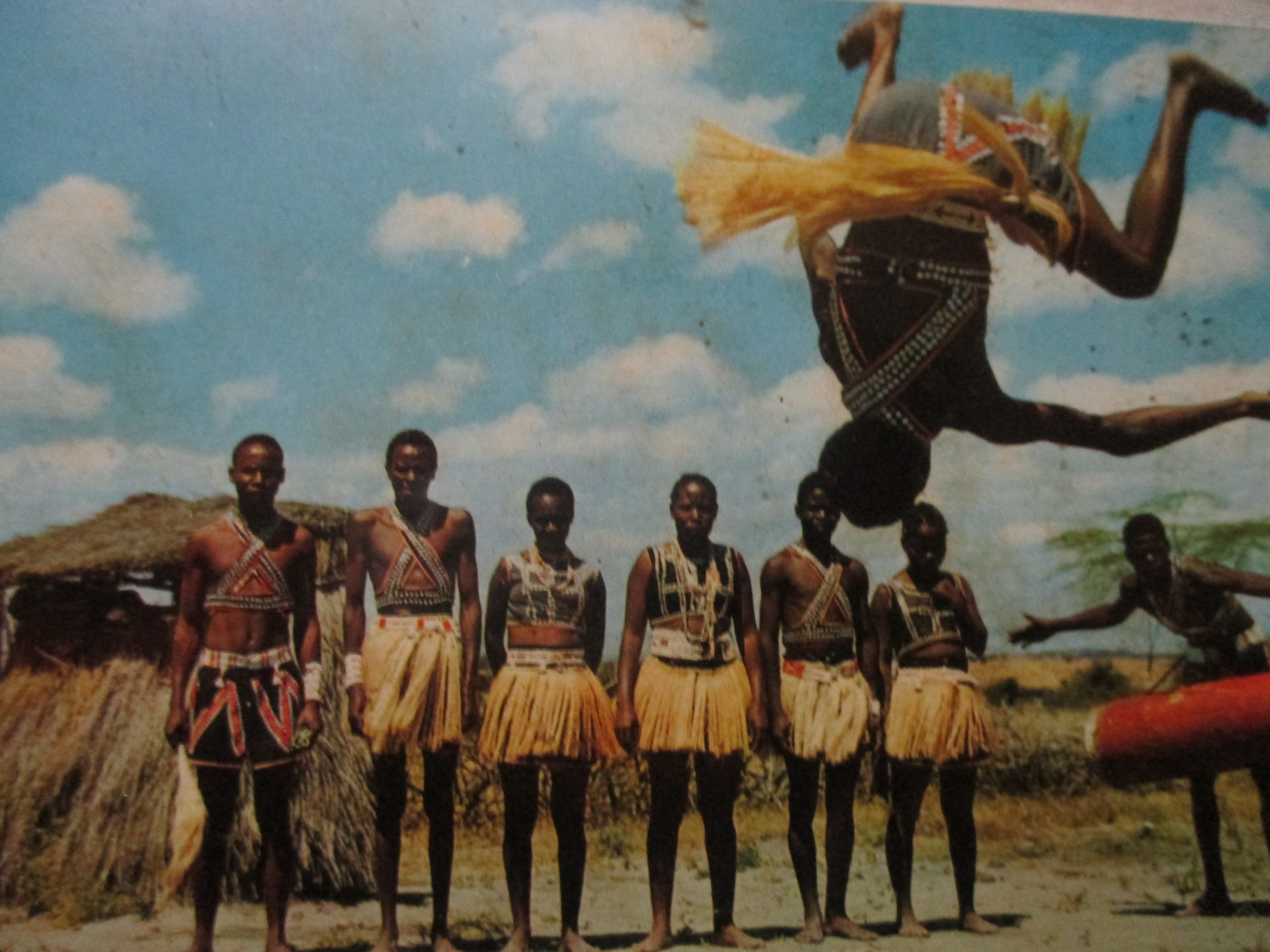
Danza meru

- Meru o ameru. Unos 2,6 millones. Viven en el condado de Meru, en las fértiles laderas del monte Kenia, en la Provincia Oriental de Kenia. Están formados por nueve grupos: igoji, imenti, tigania, mitine, igembe, mwimbi, muthambi, chuka (235 000) y tharaka (230 000). Los cuatro últimos forman el condado de Tharaka-Nithi. Hablan el idioma meru. Están muy relacionados con los wameru, a veces llamados meru, que viven en Tanzania, junto al monte Meru. Son agricultores.[10][11]

- Chuka. Unos 235 000. Viven en la zona de Chuka, un pueblo en la ladera del monte Kenia, entre el condado de Tharaka-Nithi y la Provincia Oriental. Hablan el guchuka o chuka, un dialecto del idioma kimeru o meru, aunque se dice que actualmente sus costumbres tiene  mucho más que ver con el pueblo embu del sur que con el pueblo meru del norte.[12]

- Kisii o gusii, unos 3,5 millones. Habitan desde el siglo XVI el suroeste del lago Victoria, en la región de Mara (Tanzania) y la fronteriza provincia de Nyanza (Kenia). Se organizan en clanes totémicos. Habitan barrios con granjas familiares dispersas y algunas de sus aldeas presentan empalizadas defensivas. Tienen una tradición patrilineal y la poligamia se practica de forma limitada. La vieja costumbre de pagar la dote con el ganado ha ido cambiando con el desarrollo de una economía monetaria moderna.[13]

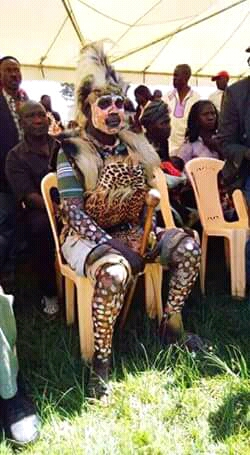
Rey luyia en ceremonia pública

- Luyia. Está formado por entre 15 y 20 comunidades distintas que habitan al sur del monte Elgon (Uganda) y la ribera norte del lago Victoria (Kenia). En torno al siglo XVI, varios clanes y subgrupos luyia formaron el reino Wanga que durante el siglo XIX fortaleció su estructura y territorio. Su actual rey es Peter Nantinda Mumia.[14] Entre los grupos integrantes del país luyia se mencionan los abaisukha, abaidakho, buku-su, abakabrasi, abawanga, abanyala, nyole, maragoli, samia, shisa, trichi (tiriki), marama, marachi, tsotso y khekhe.[15] Con más de 6 millones[16][17] de personas identificadas con alguno de los grupos luyia, es el segundo grupo étnico mayor de Kenia con 6 823 842 personas según el censo de 2019.[18] Se discute si tienen un origen común bantú o su identidad como grupo étnico es producto de una prolongada vecindad desde el siglo VII.[15] Hay entre 15 y 26 dialectos de luyia recogidos en diversos estudios. Los más citados son isukha, idakho, busuku, kabras, wanga, banyala, banyole, maragoli (logoli), samia, kisa (shisa), batirichi (tiriki), marama, marachi, bastosto, bakhekhe y batachoni kanyoro.

- Embu. Unos 440 000 Pertenecen al complejo lingüístico bantú. Hablan un dialecto kikuyu conocido como kiembu y habitan en las tierras bajas del sur del monte Kenia, en el actual condado de Embu. La agricultura intensiva es su mayor rubro económico, en la que destacan las plantaciones de cereales, hortalizas, bananas, café y tabaco. También trabajan la apicultura.

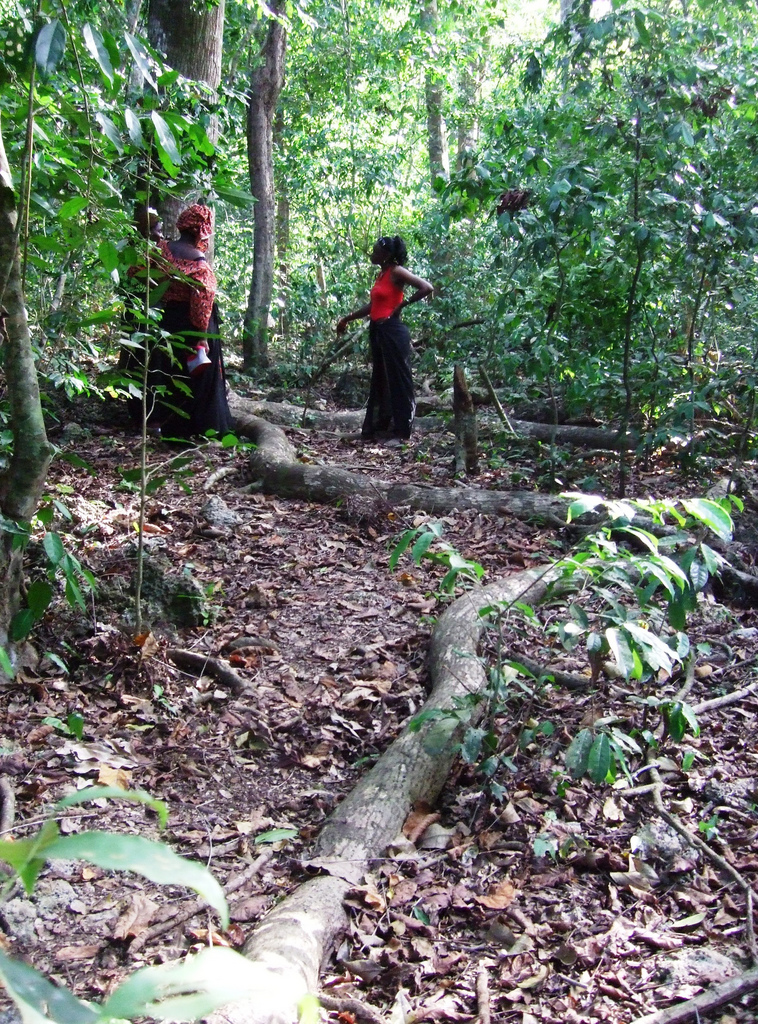
Bosque sagrado de los mijikenda

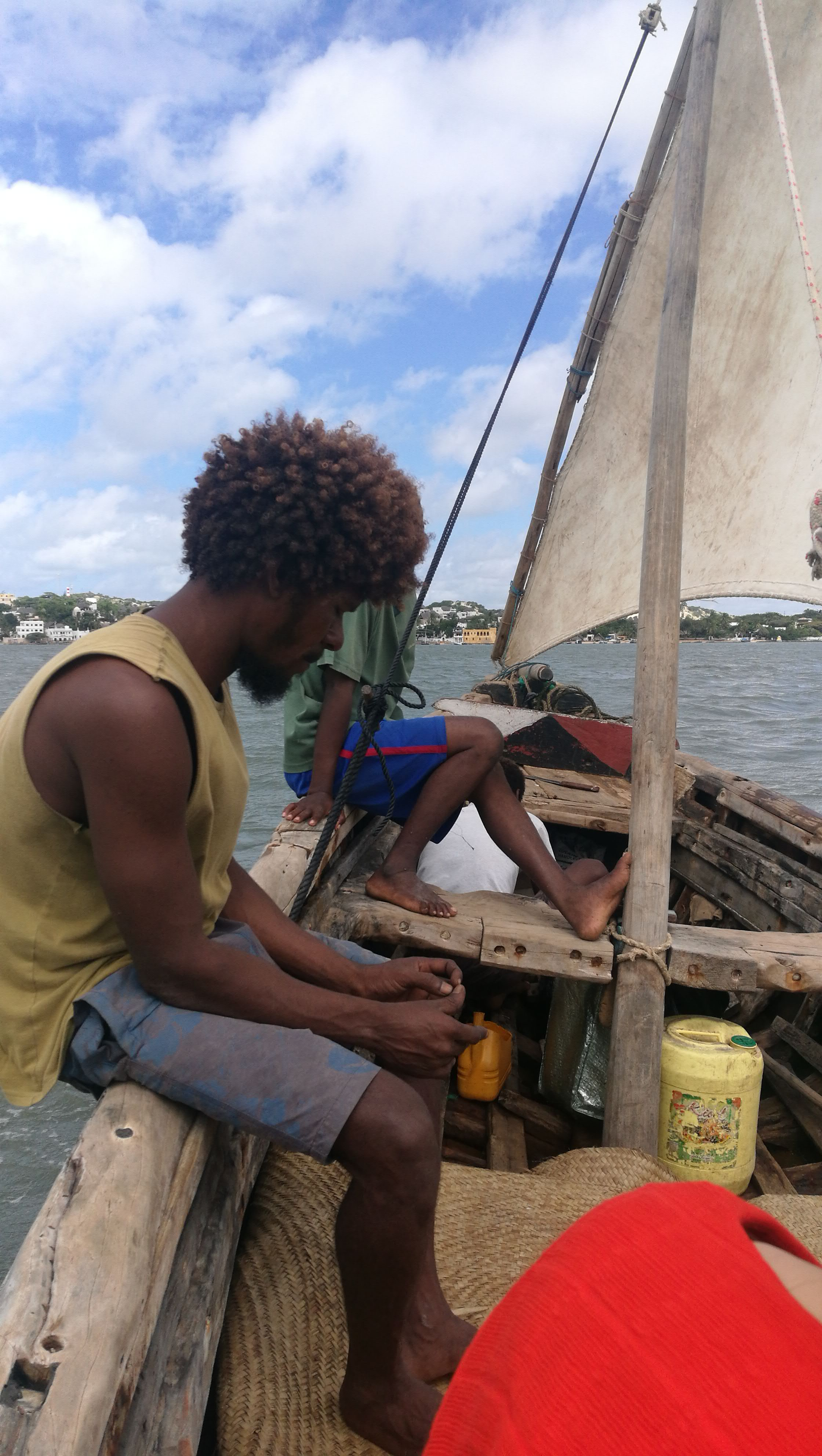
Bajunis en un dhow en Lamu, Kenia.

- Mijikenda, Cerca de 3 millones. Los llamados pueblos mijikenda son nueve grupos étnicos que viven a lo largo de la costa de Kenia, desde la frontera con Somalia, en el norte, a la frontera de Tanzania, en el sur. Cada uno de los grupos mijikenda: digo (una parte vive en Tanzania), chonyi, kambe, duruma, kauma, ribe, rabai, jibana y giriama tiene un bosque sagrado al que llaman kaya: un lugar de oración dirigido por consejos de ancianos. Los diez bosques kaya existentes a lo largo de 200 km de costa en Kenia, y en los que se encuentran los restos de ciudades fortificadas, fueron declarados Patrimonio de la Humanidad por la UNESCO en 2008.[19] Cada etnia tiene su propia vestimenta y lenguaje, aunque las lenguas son similares entre ellas y con el suajili.

- Bajuni. El pueblo bajuni también es llamado en lengua suajili con los nombres bajun, gunya, badjuni, bagiuni o watikuu. Es un grupo de origen bantú, integrado al conjunto de clanes somalíes y con influencias étnicas árabes. Residen principalmente en las pequeñas islas Bajuni y en las zonas costeras de Kenia y Somalia entre los ríos Tana y Juba.[20] También existen comunidades bajuni en Tanzania. En 2020, se estima que 131 000 personas forman parte del complejo étnico bajuni.[21] Construían sus comunidades en poblados sobre palafitos. En el pasado participaron en el tráfico esclavista a través de la captura de personas que luego enviaban a los puertos de Mogadiscio, Merca y Brava. Su economía evolucionó hacia la pesca, la agricultura y el comercio, especialmente el marítimo y sus derivados. Los bajun hablan varios dialectos derivados del somalí y el suajili como el bajuni, que ellos llaman tikuu o también el ki-bajuni. El islamismo de orientación sunita es la religión mayoritaria de la población bajuni.[22]

- Nyoro. También es conocido como bakitara, banyoro, bunyoro, gungu , kitara, kyopi, ouanyoro, runyoro, vouanyoro o wanyoro.[23] Sus comunidades habitan a las orillas del sur y sureste del lago Alberto, en las provincias de Bunyoro y Toro en la zona occidental de Uganda y en zonas contiguas del noreste de la República Democrática del Congo. La población nyoro alcanza aproximadamente 1 235 000 personas.[24] Hay cerca de un centenar de clanes nyoro estratificados socialmente con una aristocracia de ascendencia Hima.

- Taita. El pueblo taita es un subgrupo bantú también conocido con los etnónimos teita, wateita, wataita o dabida-taita. Sus comunidades habitan los valles y laderas de las colinas Taita, rodeadas por  el desierto de Nyiri, en el condado de Taita-Taveta, Kenia. Desarrollan una técnica de agricultura intensiva que les permite explotar plantaciones de bananas, caña de azúcar y ñame en terrenos fértiles pero poco extensos. Estos establecimientos también incluyen la cría de ganado. Hablan taita, una lengua derivada del bantú costero.[25] Se estima que hay 360 000 hablantes de esta lengua en Kenia y 28 000 en la vecina Tanzania.[26]

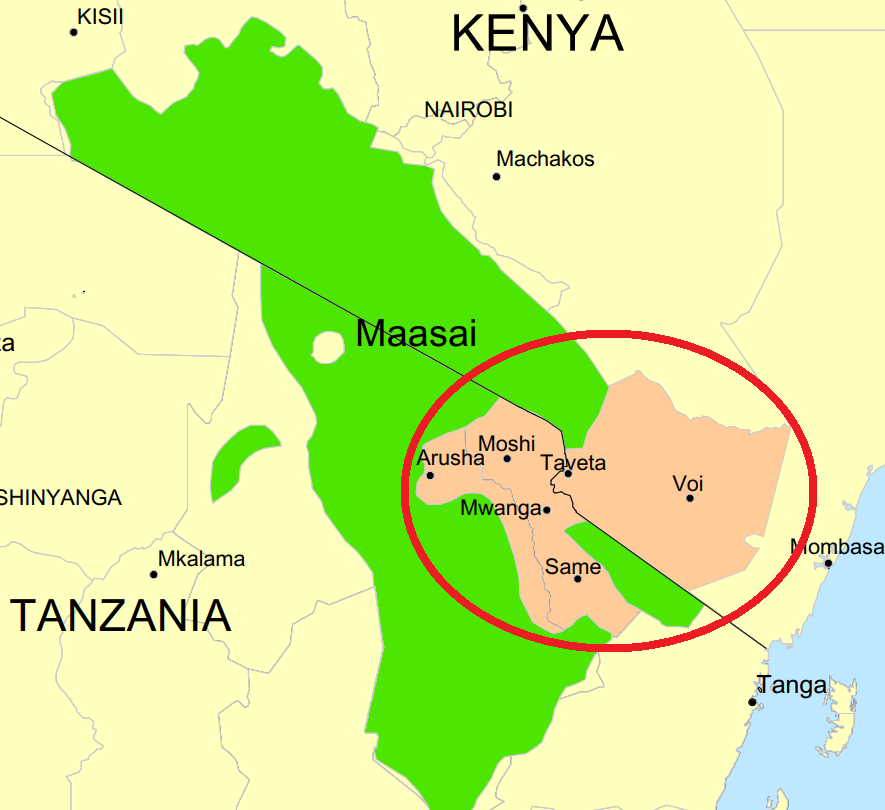
Ubicación del pueblo chagga (moshi) en la región del Kilimanjaro

- Chagga o wachaga. Unos 21 000. Viven en las vertientes sur y este del monte Kilimanjaro y en las colinas Taita así como en el área de la ciudad de Moshi. Su relativa riqueza proviene no solo del clima favorable del área, sino también de sus acertados métodos agrícolas que incluyen extensos sistemas de irrigación y fertilización continua practicada durante miles de años (kihamba).[27] Fueron una de las primeras etnias de la zona en convertirse al cristianismo, lo que pudo haberles dado una ventaja económica sobre otros grupos étnicos, al haber tenido acceso a una educación y asistencia médica como cristianos.

- Pokomo. Unos 120 000. En el sudeste de Kenia, en las riberas del río Tana y junto al mar, en el mismo entorno que los mijikenda. Se dividen en dos grupos: los alto pokomo, con el 75 por ciento de la población, y los bajo pokomo, con el resto. Los de la zona interior, cuyas granjas están instaladas a lo largo del río y en las colinas cercanas, son musulmanes, los de la boca del río y el delta son cristianos convertidos a principios del siglo XX. Ambos están dividios en subgrupos, y estos en clanes. Hablan el idioma pokomo, parecido al suajili, que deriva del idioma nyika y es distinto en la zona alta (donde acaba siendo el idioma ilwana) y baja del río.[28][29]

- Ilwana, malakote o waliwana. Unos 23 000. Se llaman así los alto pokomos que viven entre Bura y Garissa, en el tercio superior del valle del río Tana, al este de Kenia. Viven de la agricultura, la pesca, la apicultura y la ganadería.  Su lengua nativa es el idioma ilwana, malakote o kiwilwana, una rama de la lengua nyika, como el pokomo.

- Kuria o abaKurya. Más de 300 000. Viven al este del río Migori y al oeste del estuario del río Mara, en el condado de Migori, en el extremo oeste de Kenia. En Tanzania hay más de 700 000. Son pastores y granjeros. Cultivan maíz, judías y mandioca para consumo propio, y café y maíz de forma comercial.[30][31]

#### Nilóticos

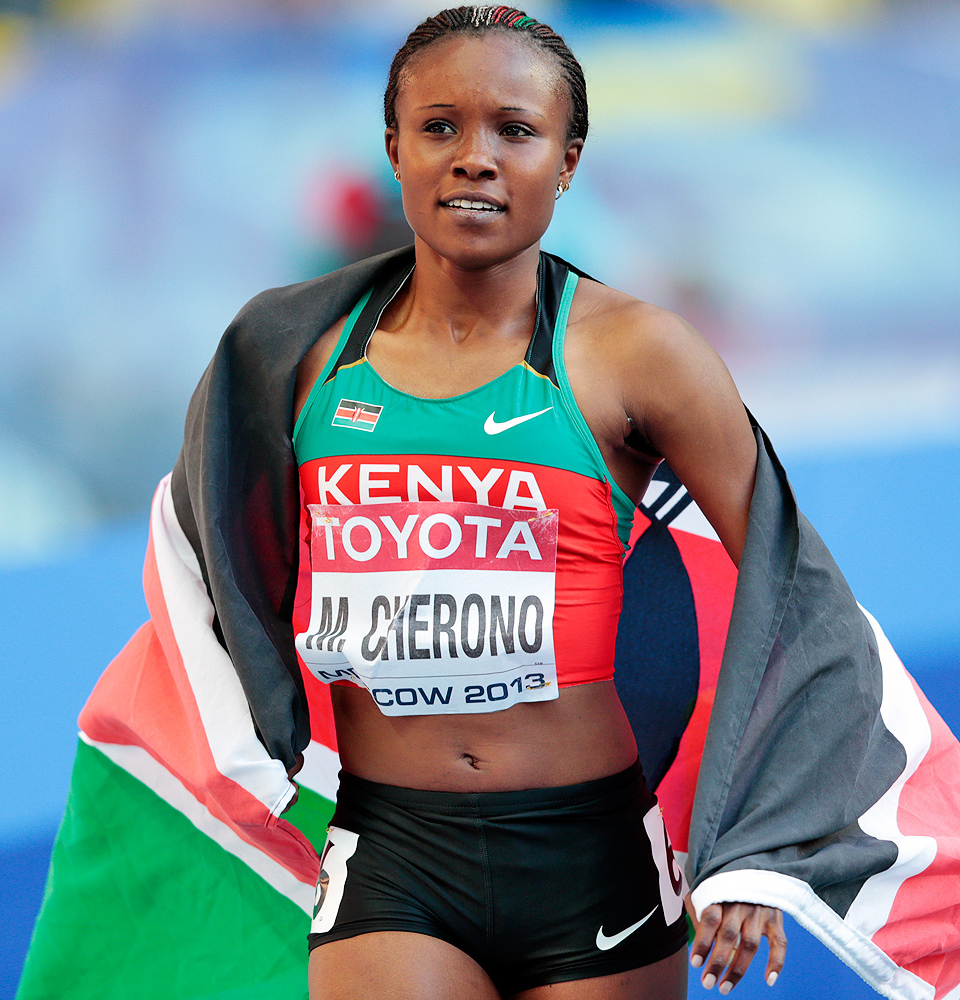
Mercy Cherono, medalla de plata en 5000 m, atleta kalenjin.

- Kalenjin. Los kalenjin son un grupo étnico de origen nilótico oriundo de la región africana del valle del Rift, en el oeste de Kenia y el este de Uganda, cuya población actual se estima en unos tres millones de personas. El conjunto de la población kalenjin es a su vez una intrincada red de pequeños grupos tribales, como los elgeyo, endorois, kipsigis, marakwet, pokot, sabaot, tugen y sebei. El modo de subsistencia de todos ellos se basa en el pastoreo de rebaños, modo de vida que se supone mantienen desde su llegada desde Sudán, hace unos dos mil años.

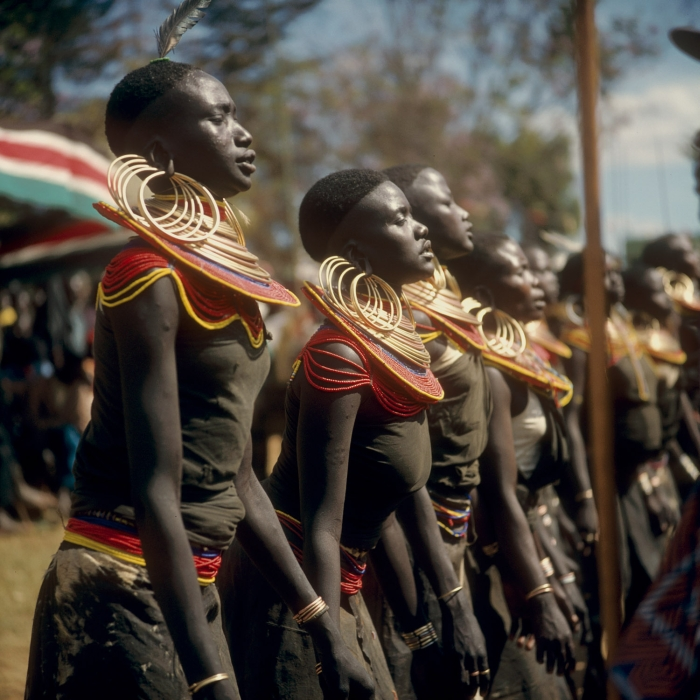
Grupo de danzarinas kalejin-pokot.

- Pueblo pokot. El pueblo pokot, también conocido como pokoot o kelenjin-pokot, pertenece al grupo nilótico y se identifica con la familia de pueblos kalenjin. Sus comunidades se encuentran en los distritos de Baringo y West Pokot en Kenia, así como en la región Oriental de Uganda, en la ladera este del monte Elgon. Se organizan en clanes exógamos y mantienen cierta unidad a través de un consejo de ancianos colegiado. Estructuran sus sociedades por clases de edad. Se estima su población global en 960 000 personas, de las cuales 826 000 están en Kenia y 134 000 en Uganda. Su lengua común es pokoot, un idioma kalenjin vinculado a las lenguas nilóticas.[33]

- Nandi. Es uno de los grupos más numerosos de la etnia kalenjin con casi 1 226 000 miembros que habitan principalmente en Kenia y tierras fronterizas de Uganda.[34]

- Luo. Unos 6,6 millones según Joshua Project, pero otras fuentes, como Ethnologue, calculan unos 2 millones en Kenia y otro millón en Tanzania.[35] Viven en los llanos cerca del lago Victoria al oeste de Kenia y norte de Tanzania. Son pescadores, agricultores y ganaderos. Forman una unidad política autónoma controlada por un clan dominante, aunque sin un líder definido y con un sistema basado en la cooperación. Creen en un creador supremo llamado Nyasi y practican el culto a los ancestros, aunque la mayoría son cristianos.[36]

- Adhola. Unos 50 000. Viven en el sudeste de Uganda, pero hay una pequeña comunidad viviendo con los bantúes en el oeste de Kenia, en la frontera. Están emparentados con los luo.

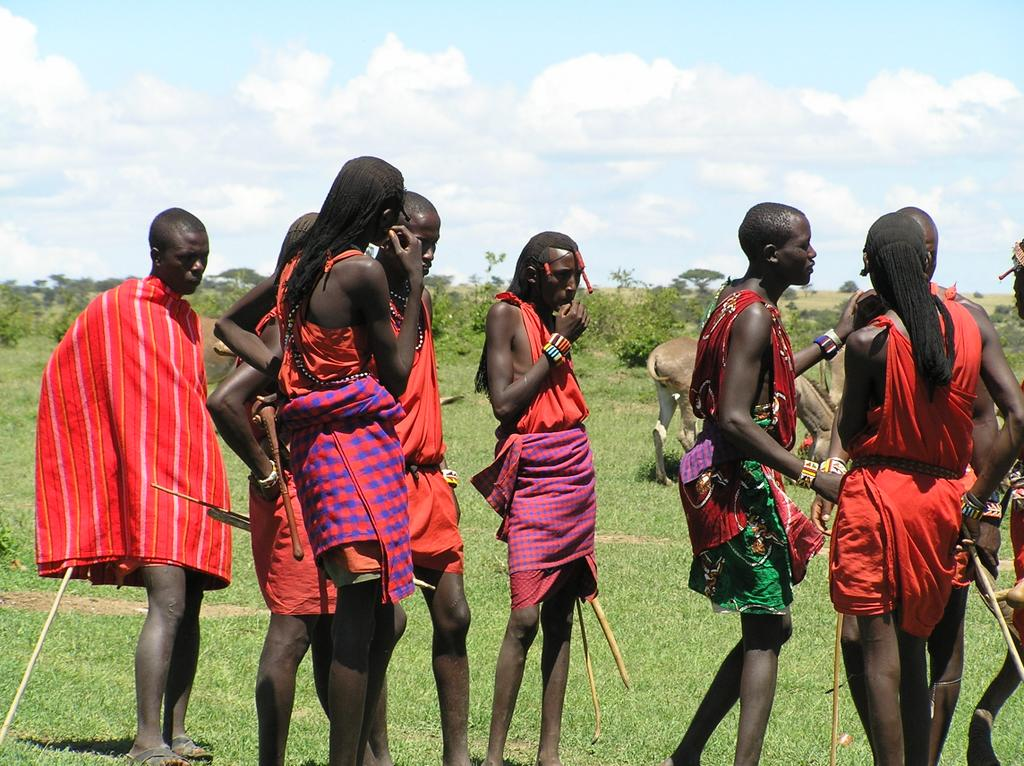
Masáis en Kenia

- Masái. Cerca de 2 millones, de los cuales 1,5 millones viven en Kenia y medio millón en Tanzania. Son muy conocidos por vivir en el entorno de los parques nacionales de los Grandes lagos de África. Hablan el idioma maa o masái, aunque, excepto en zonas rurales apartadas, suelen hablar el suajili o el inglés. Adoran una única deidad llamada Enkai o Engai, además de un animal totémico, el león. Están divididos en numerosos clanes familiares a partir de los cinco clanes originales que ocupan un territorio definido.[37] Algunos grupos practican el piercing, la ablación, el rapado de la cabeza y tiene costumbres muy peculiares, como comer carne cruda y beber leche y sangre de los cabúes. El idioma masái lo hablan otras 22 subtribus de la comunidad masái.[38][39]

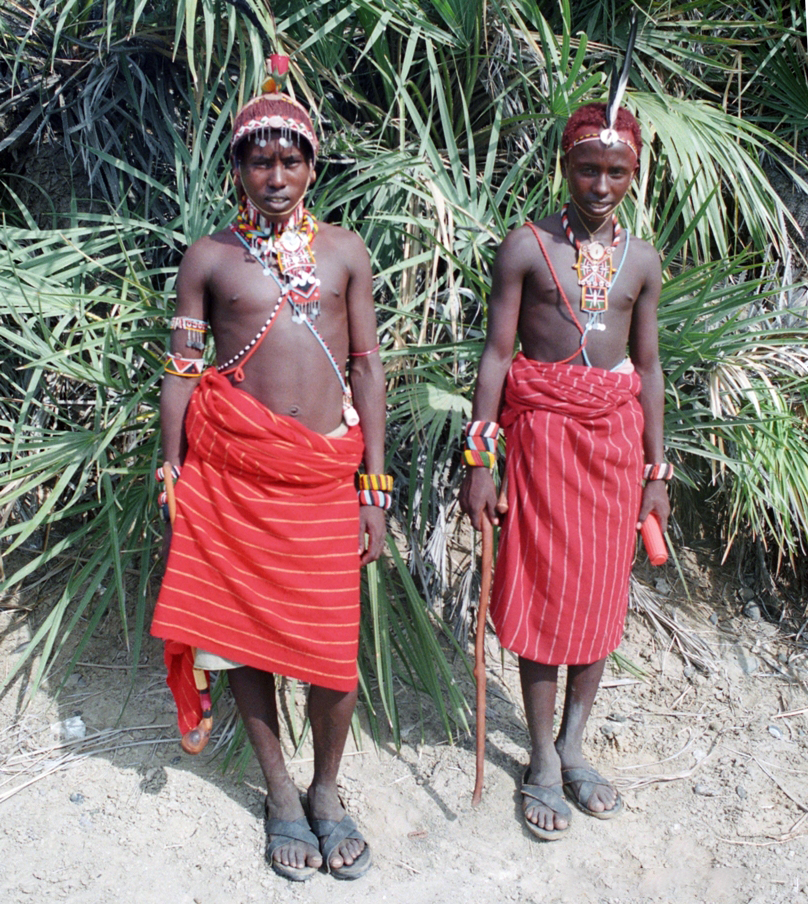
Miembros de la etnia samburu vestidos de forma tradicional.

- Samburu. Más de 300 000. Grupo muy cercano a los masái que vive en el centro-norte de Kenia. Son pastores seminómadas que crían principalmente ganado vacuno, pero también crían ovejas, cabras y camellos. Hablan el dialecto samburu del idioma masái. Como los masáis, mantienen sus costumbres tradicionales. Su sistema de gobierno es una gerontocracia en que los mayores gobiernan la tribu. La dieta está formada principalmente por leche, aunque algunas veces añaden la sangre de las vacas, a lo que se añaden vegetales, raíces y tubérculos con los que hacen sopa. Su territorio es muy seco. Los asentamientos, llamados mayattas, están formados por cinco a diez familias. Después de la circuncisión, en niños y niñas, estos ya pueden casarse, con la aprobación de los ancianos. Como en los masáis, la danza es importante.[40]

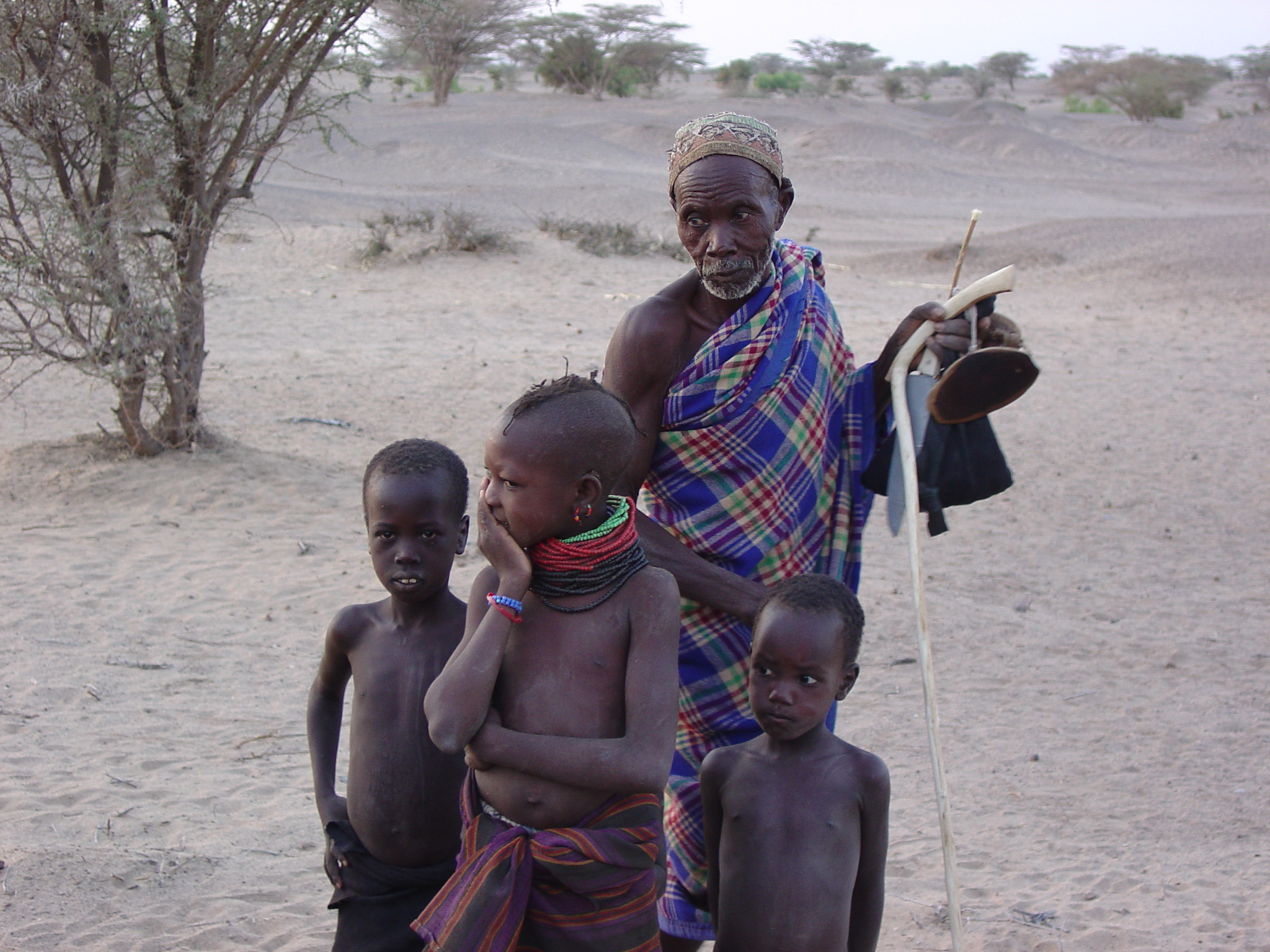
Turkanas

- Turkana, Más de 1 millón. Habitan en el condado de Turkana en el noroeste de Kenia, una zona seca y de altas temperaturas cerca del lago Turkana en el este. Denominan a su tierra Turkan. Al sur de los turkanas habitan los Pokot (Pökoot), Rendille, y Samburu. El idioma de los turkanas, una lengua nilótica oriental, también es llamado turkana; su propia denominación del mismo es Ng'aturk(w)ana o nga Turkana. Los turkanas se destacan por criar camellos y tejer cestas. En sus tradiciones orales hacen referencias a sí mismos como el pueblo del toro gris, en referencia al cebú, cuya domesticación desempeñó un papel importante en su historia. A fines del siglo XX, algunos programas de desarrollo han intentado introducir técnicas de pesca entre los turkanas (un tabú en la sociedad turkana) con distintos grados de éxito.[41]

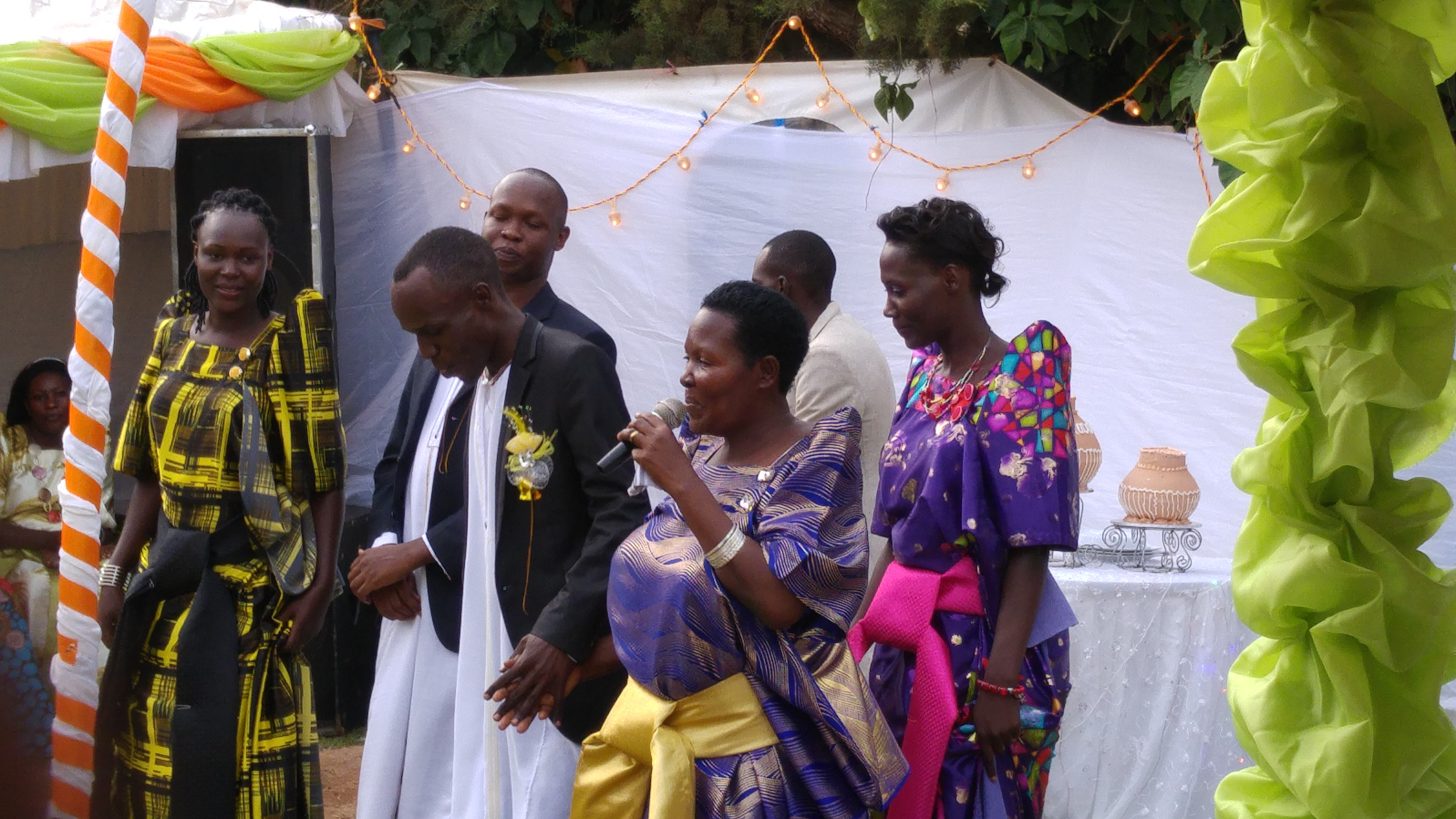
Miembros de la etnia teso

- Oropom, El pueblo oropom (también conocidos como iworopom, oworopom, oyoropom u oropoi) pobló gran parte de la antigua región de Karamoya en Uganda, en el área del monte Elgon y las regiones de West Pokot, Trans Nzoia y Turkana en Kenia. Sus descendientes fueron asimilados en gran medida por otras comunidades con las que fueron compartiendo territorios, como los pueblos iteso, karamojong, pokot, turkana y bukusu.

- Teso. También conocidos como iteso o bakedi, pertenecen al grupo nilótico y se identifican con la familia atekerin. Sus comunidades se encuentran en el noroeste del lago Kyoga  y la ribera norte del lago Bisina, ambos en territorio de Uganda. En el condado de Busia y territorios de la antigua provincia Occidental de Kenia habitan otros grupos del pueblo teso, conocidos como iteso. Se estima su población global en 3 440 000 personas, de las cuales 2 998 000 están en Uganda y 442 000 en Kenia. Su lengua común es el ateso, un idioma nilótico que posee próximo a 3 447 800 hablantes.

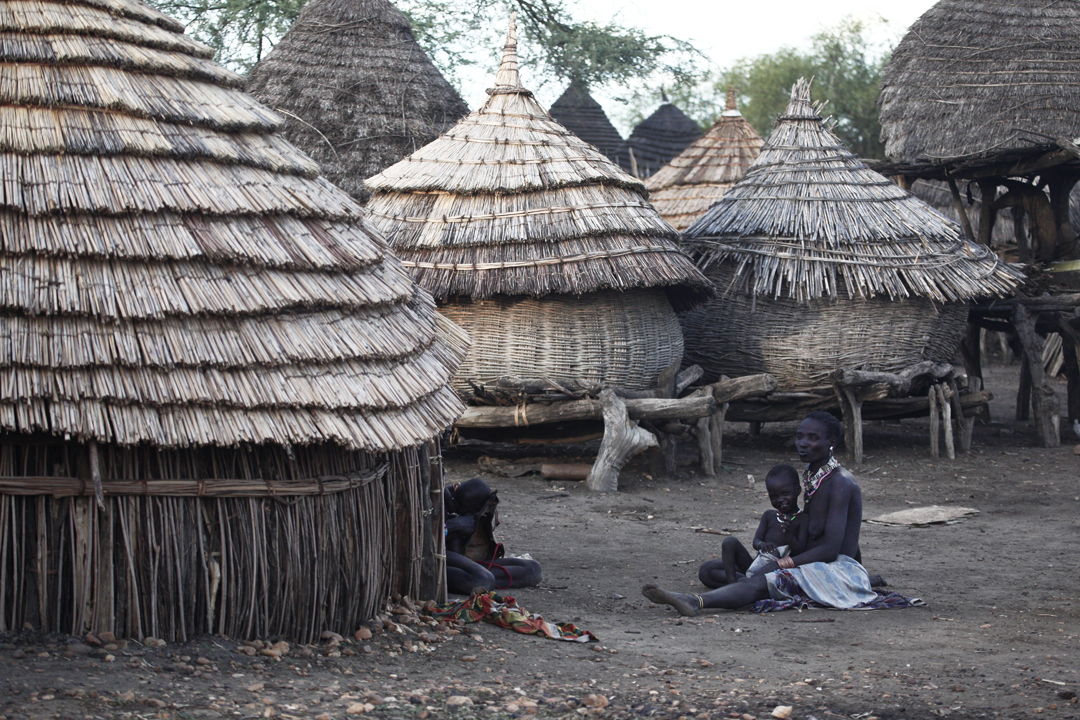
Asentamiento rural de la etnia toposa en Sudán

- Toposa. Unos 3000. También conocidos como topotha, topoza, o daboso, pertenecen al grupo nilótico de la familia atekerin. Habitan en las regiones surorientales de Sudán del Sur (región de Ecuatoria), y en tierras fronterizas de Kenia. También se encuentran miembros del pueblo toposa en Etiopía y Uganda. En las comunidades rurales se mantiene una cultura ganadera no exenta de conflictos con grupos vecinos por pasturas, robo y tráfico de ganado. La posesión de ganado asegura medios para el pago de la dote matrimonial además de prestigio. Hay 354 000 hablantes del idioma toposa en África al año 2016.[42]

#### Cusitas

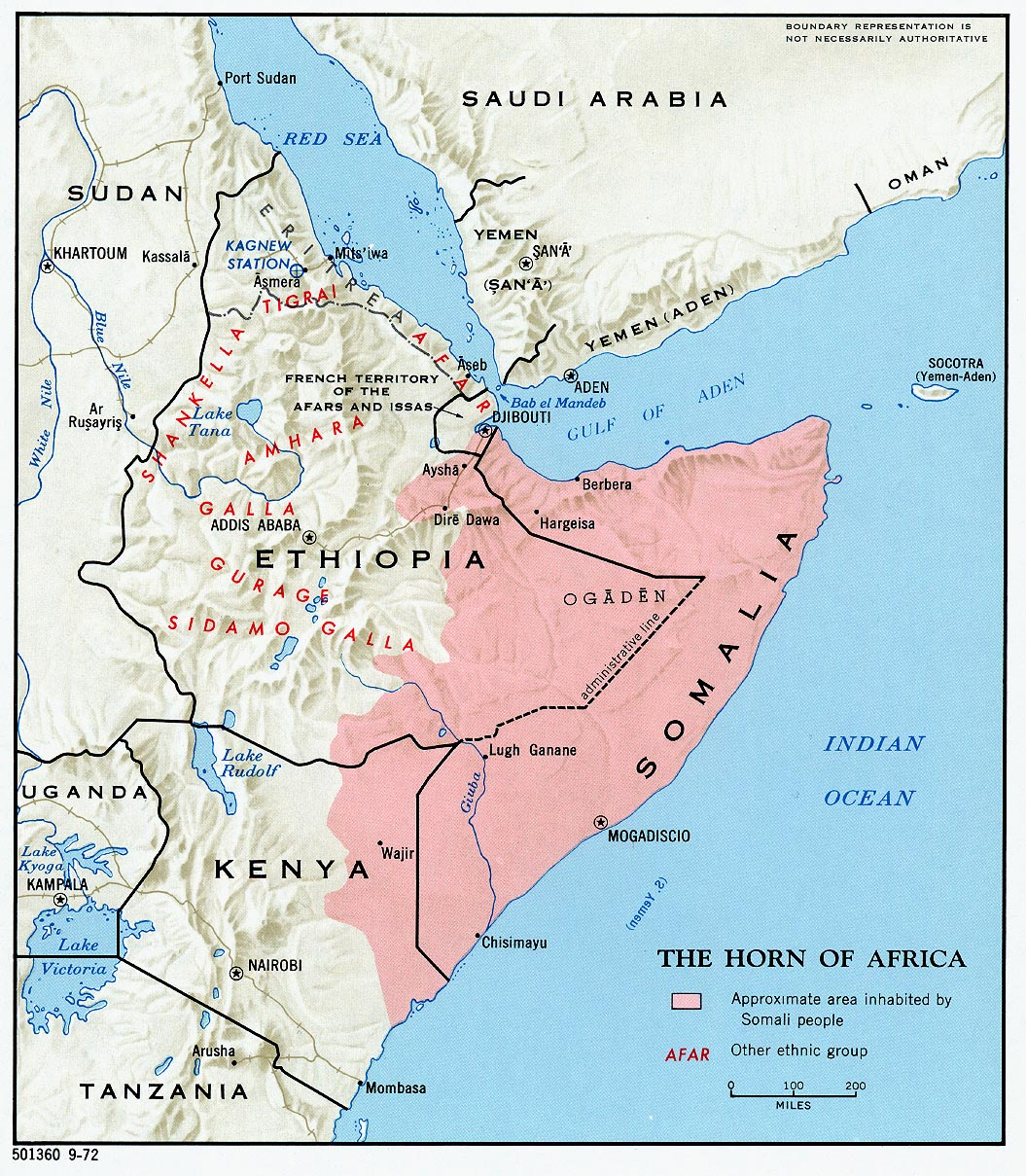
Territorio ocupado por la etnia somalí

- Somalíes. Son un grupo numeroso, de 2,5 millones de individuos en Kenia, pero que en conjunto son entre 25 y 45 millones entre Somalia, Yibuti, Etiopía, Yemen y Kenia. La mayoría son musulmanes. Están formados por numerosos clanes que forman otros tantos grupos étnicos, como los garre y los oromo, principalmente en el nordeste de Kenia, aunque los hay repartidos por todo el país. Tradicionalmente, pastores, con camellos, cabras y ovejas, debido a la aridez, pero también vacas y caballos. Su principal alimento es la leche. Los distintos grupos se deben a su afianzamiento al territorio, al clan y a los antepasados comunes.[43] Dentro de cada clan hay grupos familiares más pequeños que tienen tierras propias y la posesión o uso de pozos que a veces provocan enfrentamientos. Son patriarcales, viven en poblados circulares de casas cónicas que se desmontan fácilmente. El ganado lo pastorean los hombres, y se recoge en majadas formadas por matorrales espinosos.[44]

- Garre, unos 787 000 en Kenia. Es el clan o subgrupo somalí más importante. Viven en el sur de Somalia, el nordeste de Kenia y el sur de Etiopía. Hablan el idioma garre, aunque los clanes garre se comunican entre ellos por medio de tres lenguas, el dialecto rahanwin, del sur de Somalia, que pertenece a otro clan somalí, los rahanweyn; el idioma garre de Mandera, un dialecto somalizado del borana, y el idioma somalí común. La mayor parte vive en el condado de Mandera. Se subdividen a su vez en los subclanes tuff, divididos a su vez en los grupos adi y adola, y ouranyow, dividido a su vez en los asare y los furkesha. En general, son pastores nómadas, que viajan con sus camellos, ovejas y cabras. Sus viviendas son portátiles, las aldeas están formadas por varias familias que forman círculos donde guardan el ganado. Se alimentan de leche, arroz, maíz y algunos vegetales. Son musulmanes desde el siglo XV. Cada hombre puede tener cuatro esposas. Cada una de ellas vive con sus hijos en una cabaña. Si se divorcian, lo que no es raro, la mujer se queda con las niñas y el hombre con los niños.[45]

- Ajuran, unos 428 000 en Kenia. Pueblo somalí que habita en Somalia, el sureste de Etiopía y noreste de Kenia. Originariamente pertenecían a la etnia oromo pero a lo largo de los siglos XIX y XX afianzaron su identidad étnica como clan somalí. Formaron parte del sultanato de Ajuran principalmente en Somalia. Hablan diversas variedades del idioma oromo, como el ajuran, el borana y el sakuye.

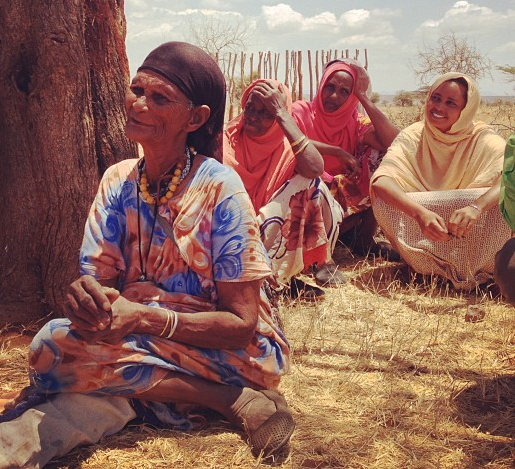
Mujeres borana oromo en Shambani, Kenia.

- Sakuye o sakuya. Unos 28 000, aunque el número es muy variable según la fuente. Son un clan somalí dentro del grupo oromo que, tras la independencia, se vio atrapado en la guerra de Shifta, entre los somalíes de Kenia que querían separarse y pasar a formar parte de Somalia y el gobierno keniata, que acabó con todos sus animales y los sumió en una pobreza que todavía continúa. Creen en solo Dios, Waaq, al que ofrecen sacrificios en determinados árboles. Sin embargo, el islam se ha ido introduciendo en sus creencias y se ven obligados a abandonar costumbres como beber sangre de vaca.[46]

- Oromo. Son el grupo étnico principal de Etiopía, con más de 35 millones de individuos, que en Kenia está representado por varias etnias, como los borana (289 000), los gabra (147 000), los sakuye (28 000), los orma y los munyoyaya (2200).

- Borana, unos 290 000. Clan dentro del grupo oromo. Son un subgrupo del pueblo oromo,[47] y representa una de las dos mitades de los oromos originales (la otra mitad son los barentu). Su estilo de vida es seminómada, aunque en los últimos años grupos crecientes de borana han optado por trabajar en la agricultura. Los oromos en el norte de Kenia entraron por primera vez en la región desde el sur de Etiopía durante una expansión migratoria mayor en los finales del siglo XVI. Ellos se diferenciaron luego en Boranas criadores de reses y los Gabra y los Sakuye criadores de camellos.[48] Hablan la lengua borana (o afaani Boraana).

- Gabra, unos 148 000 en Kenia, 520 000 en Etiopía, dentro del grupo oromo. Viven en el norte de Kenia, en el desierto de Chalbi, entre el lago Turkana, Moyale y Marsabit, y en las tierras altas del sur de Etiopía, donde hay más de 500 000. Hablan el idioma borana u oromo meridional. Su cultura está muy relacionada con la crianza y el cuidado de los camellos. Comparten identidad con los borana oromo, aunque retienen algo de sus orígenes somalí-rendille.[49]

- Orma. Unos 94 000, aunque otras fuentes calculan 160 000.[50] Son un clan de los oromo. Viven en el condado del Río Tana. Son ante todo pastores y agricultores y comparten cultura con los oromo.[51]

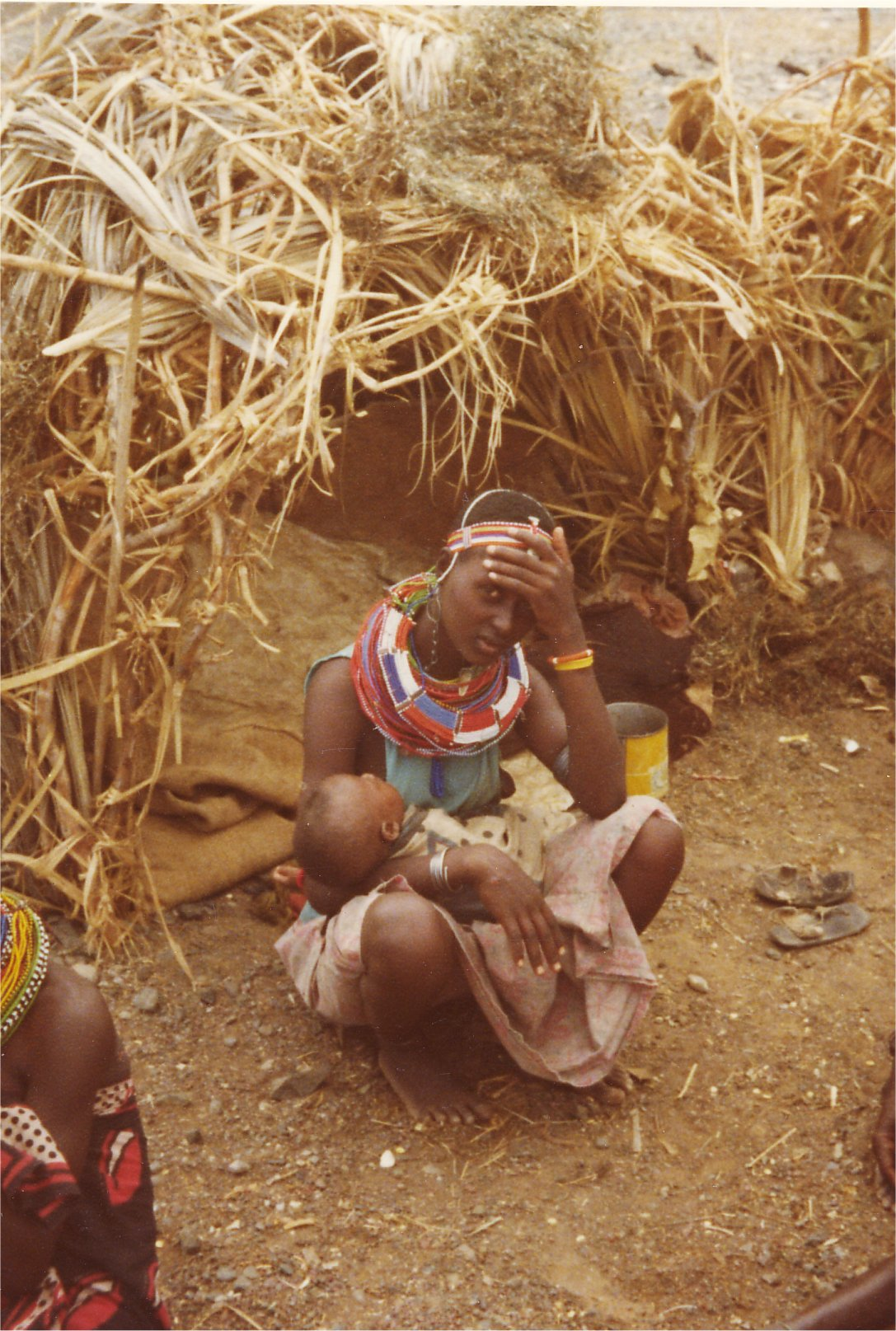
Mujer de la etnia el molo

- Boni o aweer. Como grupo étnico-lingüístico es de origen cusita y reúne unas 10 000 personas que viven en bandas y comunidades seminómades en la región de bosques entre el puerto de Lamu (Kenia) y el sureste de Somalia, cerca de la Reserva nacional de Boni. Minusvalorados por sus vecinos agricultores (bantúes) y pastores (somalíes), prestaron un gran servicio a la economía regional como proveedores de carne y marfil, productos de la caza, también de alimentos y frutos del bosque de los que eran recolectores. Hablan el idioma boni y sus dialectos que forman parte del grupo somalí, pero con influencias de los grupos de pastores vecinos así como de rasgos culturales del pueblo sam (bosquimanos). Una docena de comunidades boni se distribuyen a lo largo de la costa de Kenia en el distrito continental de Lamu, en el valle bajo del río Tana. Los asentamientos se distribuyen al norte de la ciudad de Lamu, en el vecino condado de Garissa, tanto al norte como al oeste de la cordillera Mundane y finalmente en el condado del Río Tana, donde habitan los bosques interiores cercanos a la ciudad de Kipini.

- Burji. También conocidos como buryi, amara-burji o bambala. El idioma burji es un subgrupo menor de las lenguas cusitas orientales. Habitan al sur de Etiopía (120 000 personas) y al norte de Kenia (39 000), en Moyale, Marsabit y Nairobi, donde se han convertido en la potencia económica de la provincia superior oriental de Kenia. Gara Burji es otro asentamiento importante donde existe un woreda, organización administrativa keniata que permite el autogobierno.[52]

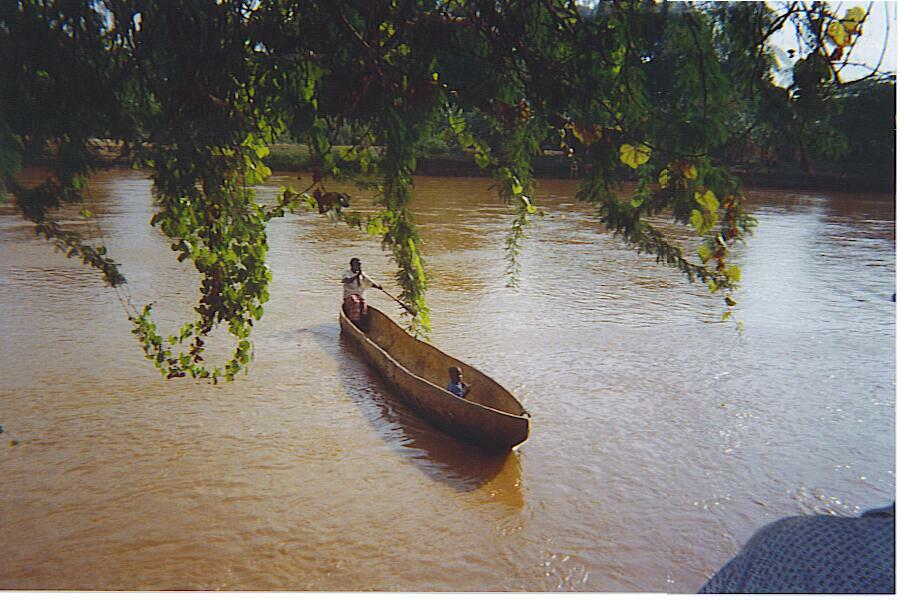
Dahalo en su canoa en el río Tana en 2007

- Dahalo. Unos 3000. También llamados dahaloans, guo, garimani o sanye forma parte del complejo cusita que viven en Kenia.[53][54] Junto con los boni y wata conforman el grupo de etnias de antiguos cazadores recolectores (san) que poblaron el este de la costa africana entre los río Juba y Tana. Su origen e historia son poco conocidos. Desde finales de la década de 1970 habitan un área pequeña alrededor de las poblaciones Kipini, Witu y Mkunumbi en el lado occidental del río Tana.[55] En el último cuarto del siglo XX su economía se amplió a la agricultura y el trabajo con sisal además de los tradicionales recursos de la caza, la recolección y la pesca.[56] Algunas familias se integraron en poblaciones de habla suajili, quedando el idioma dahalo en un proceso de abandono que lo llevó a ser considerado en peligro de extinción al no sobrepasar los 400 hablantes.[57]

- El molo. Unos 3800. También dehes, elmolo, fura-pawa, o ldes.[58][59] Es originario de pueblos cusitas integrados con antiguos pueblos de pescadores del lago Turkana. Habitan en los condados de Isiolo, Marsabit y Samburu, en el norte de Kenia.[60] Hasta avanzado el siglo XX vivían de la caza de hipopótamos y cocodrilos hasta que el estado keniata decretó su prohibición. La pesca volvió entonces a ser el mayor recurso económico pero las duras condiciones de sobrevivencia los colocó al borde de la extinción como comunidad autónoma. La integración con otras comunidades vecinas hace difícil un censo étnico pues se han perdido en varios colectivos sus señas identitarias, especialmente su lengua nativa, casi extinta, ya que buena parte de la comunidad se expresa en idioma samburu, originario del grupo del mismo nombre de ascendencia masái y dominante en la zona. Algunos grupos del pueblo el molo también hablan el idioma turkana. Son muy buenos tejedores de cestos y redes.[61]

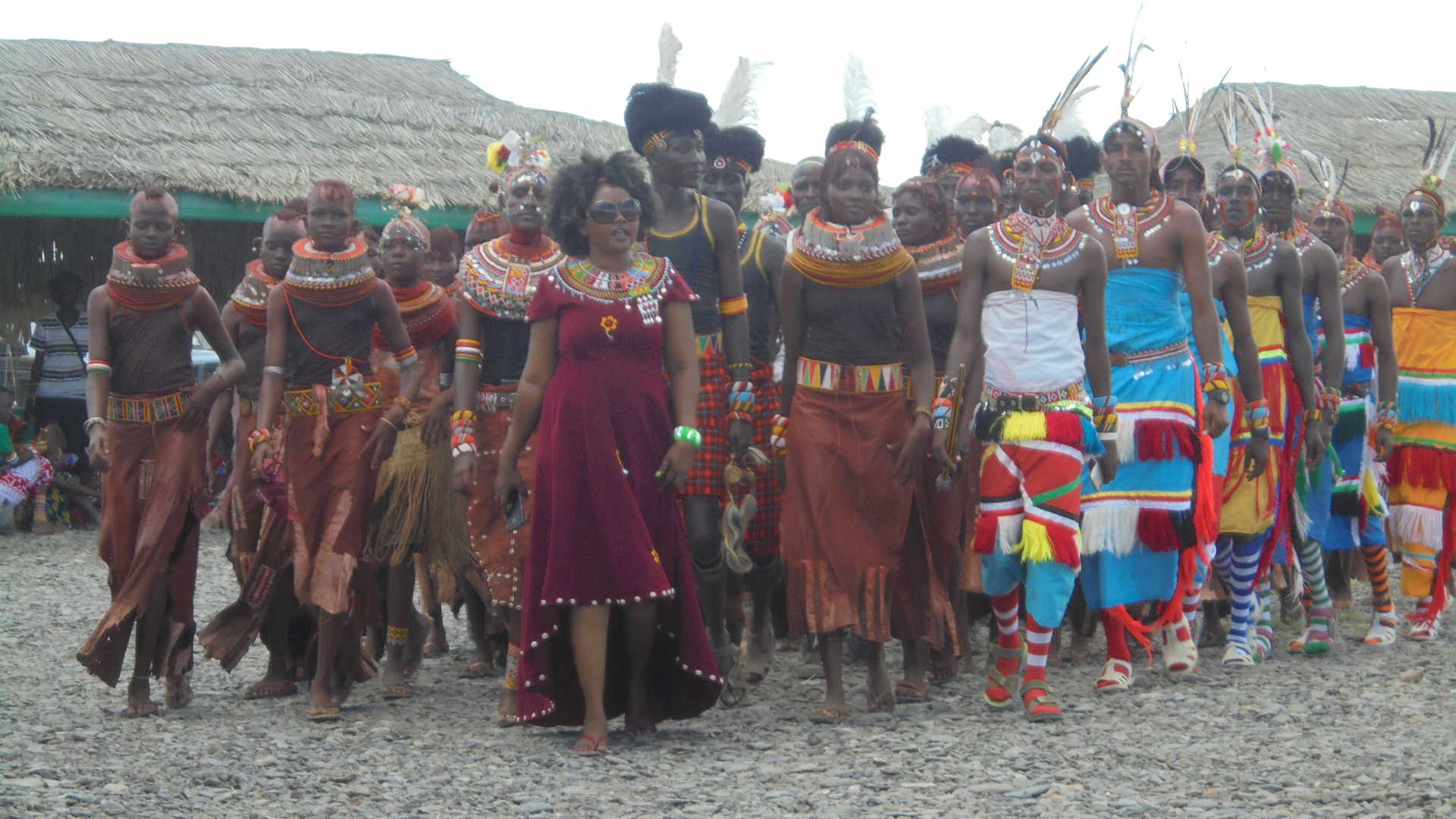
Grupo rendille en Turkana

- Rendille, Unos 100 000. Viven en el norte de la Provincia Oriental. Se cree que migraron hacia el sur desde Etiopía y el Cuerno de África, siguiendo las expansiones de los oromo y más tarde de los somalíes. Tradicionalmente, son pastores nómadas, con vacas, camellos, cabras y ovejas, que cambian de localización dos o tres veces al año. Practican la infibulación. Hablan el idioma rendille, aunque algunos hablan el samburu también.[62]

#### Otros grupos

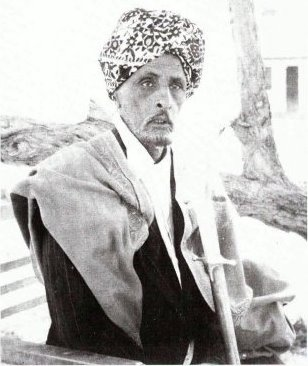
Mohamoud Ali Shire, el 26º Sultán del Sultanato Warsangali. Los warsangalis son una subtribu de los darodíes.

- Darodíes. Los darodíes, daroditas o clan Darod (en somalí: Daarood, en árabe: دارود‎) es una tribu árabe de Somalia. El antepasado de este clan fue Abdirahman bin Isma'il al-Jabarti, más comúnmente conocido como Darood. El clan darodí es la tribu más grande del Cuerno de África, con un amplio territorio tradicional.[63][64][65] Los darodíes de Somalia viven principalmente en los estados de Jubbalandia y Puntlandia, así como en las regiones norteñas de Sool, Sanaag y Cayn. Además, el clan tiene una presencia importante en Koonfur-Galbeed y Galmudug. En Etiopía, se pueden encontrar ramas de esta tribu en región oriental de Ogaden, mientras que en Kenia se encuentran en la Provincia Nororiental.

- Ndorobo o dorobo. Son un grupo étnico que viven en la provincia keniana del valle del Rift. Comparten la lengua maa con los masái y se los calcula en unos 25 000 individuos. Son cazadores y recolectores, pero algunos han comenzado también a criar ganado.

- Zimba. También es conocido por los nombres simba o wazimba. La tradición oral africana y la escasa documentación escrita los sitúa en el valle alto del río Capoche (Zambia) en el transcurso de los siglos XV y XVI. En el último tercio del siglo XVI participaron en varias campañas de asedio y pillaje en el norte de Mozambique y ciudades y zonas costeras de Tanzania y Kenia. Algunas fuentes recogidas por la tradición oral así como en crónicas occidentales afirman que practicaban el canibalismo. Diversas investigaciones señalan la falta de pruebas concluyentes para sostener las prácticas antropófagas del grupo.[66] Hablaban zimba, variante de lenguas bantú,[67][68] pero no dejaron huella de sus particularidades en los territorios donde supuestamente actuaron y se asentaron.

- Keniatas de ascendencia árabe. Cerca de 100 000 divididos en cuatro grupos principales: de origen omaní (28 000), de origen hadramí (13 000), de origen yemení (37 000) y de origen keniata (15 000). Los primeros hablan el árabe omaní, emigraron a la costa suajili y a Zanzíbar en busca de oportunidades. Forman extensas familias patriarcales de la secta ibadí del islam. Los hadramitas proceden de Hadramaut, en el actual Yemen, donde son unos 150 000;[69] hablan el árabe hadhramí. Los árabes de origen yemení se dividen en cuatro clases: los sayyid, descendientes del nieto de Mahoma, los qatani, hombres de la tribu, los safiitas, mercaderes, artesanos y comerciantes, y los ajdam o esclavos. Cada clan o tribu está gobernada por un sheik o jefe. Los árabes keniatas viven a lo largo de la costa, se consideran descendientes de los verdaderos árabes, hablan el suajili y viven en zonas rurales donde son pescadores y agricultores, salvo los que viven en las ciudades.[70]

## Etnias del Condado de Río Tana
El condado de Río Tana se halla al norte de la Provincia Costera, que ocupa el sudeste de Kenia, y recibe el nombre por el río Tana, que tiene unos 1000 km y drena una cuenca de 126.000 km². Alberga varias comunidades de habla bantú y cusita. Las etnias dominantes son el pueblo pokomo (112.000) y el clan orma del pueblo oromo (unos 160.000), mientras que las comunidades más pequeñas o minoritarias incluyen a los bajuni, waata  (sanye), wardei, ilwana, dahalo, munyoyaya y somalí. La comunidad munyoyaya está asociada con la comunidad suajili, aunque hablan el dialecto orma y pescan a lo largo de la parte norte del río Tana. La comunidad waata (sanye) está asociada con los mijikenda, ambos se encuentran en Tana y Lamu. La comunidad de los dahalo habla cusita pero en su mayoría usan suajili, ya que la primera está al borde de la extinción. Se encuentran en los ríos Lamu y Tana. La comunidad boni (aweer) está asociada con el complejo mijikenda. Se encuentran en Lamu y las partes bajas del río Tana.